# Kangala
Kangala è un dipartimento del Burkina Faso classificato come comune, situato nella provincia di Kénédougou, facente parte della Regione degli Alti Bacini.
Il dipartimento si compone del capoluogo e di altri 10 villaggi: Bakaribougou, Bama, Kagnabougou, Kotoura, Lanfiera, Mahon, Niampedougou, Ouolonkoto, Sayaga e Sikouraba.